# Schönau (Bajorország)
Schönau település Németországban, azon belül Bajorországban. Lakosainak száma 1950 fő (2023. december 31.). Schönau Dietersburg, Postmünster, Hebertsfelden, Falkenberg és Arnstorf községekkel határos.

## Népesség
A település népessége az elmúlt években az alábbi módon változott:
| Lakosok száma | 1565 | 1466 | 1943 | 1919 | 1957 | 1973 | 1938 | 1935 | 1951 | 1950 |
|               | 1970 | 1975 | 2011 | 2012 | 2014 | 2015 | 2017 | 2019 | 2022 | 2023 |